# زالتسغيتر
سالزغيتر (بالألمانية: Salzgitter) هي مدينة تقع في ولاية ساكسونيا السفلى في شمال ألمانيا.

## التوأمة
- إيماترا، فنلندا.[6]
- سويندون، المملكة المتحدة.
- كريتاي، فرنسا.
- ستاري اوسكول، روسيا.

## أعلام
- هارالد وايس
- دانيال ثيس
- كورت أندرسن
- ماكسيميلان ساوير
- فولفغانغ دريملر